# 초등교육
초등 교육(初等敎育, 영어: primary education)은 국가 중심의 교육 단계 중 첫 번째 단계이며, 중등 교육의 이전 단계이다.

## 아시아의 초등 교육
대한민국에서의 초등 교육 기관은 초등학교에 해당하며, 조선민주주의인민공화국과 일본의 경우 소학교에 해당한다. 대한민국에서 초등교육 기간에는 의무 교육을 실시하며, 현재 6년제이다.
대한민국에서 초등교육을 가르치는 초등교사가 되기 위해서는 각 도에 위치한 교육대학교나 제주대학교, 이화여자대학교, 한국교원대학교 초등교육과를 전공해야 자격이 주어진다.

## 같이 보기
- 3차 교육
- 중등교육
- 고등교육